# 国映
国映株式会社（こくえい）は、矢元照雄が1958年（昭和33年）に設立した東京の映画会社。日本を代表するピンク映画の老舗プロダクションであり「日本最大のエロダクション」と謳われた。

## 概要
前身は矢元照雄が1955年（昭和30年）に設立した大和映画（だいわえいが）である。大和映画時代の代表作に1957年公開のドキュメンタリー映画『われ真珠湾上空にあり 電撃作戦11号』（構成・原千秋）があり、これは日本軍が勝利した場面のみを収めたエクスプロイテーション映画だったが、わずか800万円の製作費で7000万円もの収益を上げたという。
初期こそは教育的かつ文芸的な面が強かったが、当時テレビの普及で職を奪われたニュース映画及び教育映画関係者達が糊口を凌ぐため、「お色気」をテーマにした短編・中篇映画を群小プロダクションが多数制作（これを同じく衰退しつつあった小規模なニュース映画専門館に供給）しており、国映も作品カラーを大きく変え、「エログロ」に代表される徹底した娯楽、大衆路線となる。
1960年代にはテレビアニメ事業にも進出。日本テレビ専属のアニメ制作プロダクション日本放送映画（後に『ドラえもん』を制作した日本テレビ動画の前々身）を運営していた。
1965年には矢元の息子で国映専務となっていた矢元一行（のちに「朝倉大介」の名前で映画監督として活躍、1968年には朝倉プロを設立、朝倉大介の名義はやがてブレーンのグループ名義になる）のプロデュースで若松孝二や大和屋竺を起用し、特に若松が監督した『情事の履歴書』は3000万円の配収を売り上げるヒットを記録。のちに続編が向井寛と山下治の手によって3作目まで国映で作られた。
この頃には大蔵映画と並んで日本を代表するピンク映画の制作プロダクションとして名を馳せるようになり、1960年代には独自の配給網を持っていた。途中、1973年には日本シネマと共同配給会社「国映シネマ」を設立（翌年解散）したりしながらも、1974年に新東宝興業に配給業務を委託するまで作品の配給を続けた。また、直営館も存在していた。1990年代からは、積極的に他社との共同制作に乗り出し、ピンク四天王やピンク七福神と称される多数の若手監督を輩出した。
ピンク映画の専門の上映館が減少し、映画の撮影と上映がフィルムからデジタルへと移行する中、35ミリフィルムでの「ピンク映画」製作にこだわり続けたが、2013年12月公開の『1BR-らぶほてる』（大西裕監督）をもって完全デジタル製作に移行となった。現在はピンク映画製作のほか「TCC試写室」としてレンタル試写室の営業も行っている。
ちなみに「ピンク映画」という呼称は、国映が1963年に公開した『情慾の洞窟』（関孝二監督）を取材した内外タイムスの村井実が考案したものである。特に国映が前年の1962年に製作して大ヒットした女ターザン映画『情欲の谷間』が今日ではピンク映画の萌芽としてみなされているが、この映画自体が矢元照雄のアイデアであり、関孝二は当時を回顧して「私がピンク映画のパイオニアなら企画した矢元社長はそれ以上の存在だ」と語っている。
2018年からは現存するフィルムの劣化を踏まえ、インターフィルム、ドイツの映画会社ラピッド・アイ・ムービーズと組み、新たなプリント製作と4Kデジタル化の作品修復・保存プロジェクトを進めている。修復作品はベルリン国際映画祭などで公開されている。
また、近年、前述の『われ真珠湾上空にあり 電撃作戦11号』やテレビアニメ『戦え!オスパー』のフィルムが倉庫で再発見され、矢元の孫である一臣（国映代表取締役）が修復へ向けたクラウドファンディングを2022年に始めている。

## 事件
- 1960年〜1961年頃、矢元照雄はMGM配給のアメリカ映画『連発銃は知っている（英語版）』（1957年）のフィルムを特殊なルートから入手し、無断で自主配給を行った。この無断上映はMGMの知るところとなり、FBI捜査員が乗り出す騒ぎとなった。結局罰金刑で済んだものの、この出来事は関係者の間で「MGM事件」と称されるようになった[10]。
- 1963年、国映が配給したピンク映画『セクシールート63』（牧野プロ作品）が警視庁により公然わいせつの疑いで摘発され、社長の矢元照雄、その息子の矢元一行、そして国映の全社員が逮捕・収監されるという、ピンク映画史上に残る重大事件が起きる[11]。なお前述の「MGM事件」で矢元は日本側取調官の事情聴取に対して「逮捕できるものならやってみろ!」と大見得を切ったと言われており、矢元の逮捕はその報復だったと見る向きもある[10]。この問題視された作品は映倫審査済みであったが、映倫審査後に何者かの手によって露骨な改変が行われた上で公開されており、これは矢元の映倫に対する確信犯的な反抗だったとみられている[11]。その後、映倫は作品の審査を取り消し『読売新聞』1963年6月1日付朝刊で「牧野プロ、国映が誠意ある態度を示すことを要求する」との声明を出し、謝罪と反省を要求したが、矢元らがそれを果たしたかどうかは定かでない[11]。
- セクシールート63事件で社員全員逮捕となり、国映は一時存続の窮地に立たされたが、全社員不在の中で矢元一行の友人たちや佐藤啓子が業務を手助けしたこともあり、会社は存続の危機を乗り越えたという[11]。この時に入社した佐藤は税理士資格を持つ当時としては珍しいキャリアウーマンで矢元社長の信頼も厚かったが、基本的に「先代のやっていたことと、ことごとく合っていなかった」と述懐するように、矢元社長とは意見の食い違いや言い争いが絶えなかった。これが原因で佐藤は国映を退社し、同僚達からは「お別れパーティー」も開いてもらったというが、翌日早朝に矢元社長から「おい、早く出社しろ!」との電話があり、その日のうちに国映に復職したという[11]。

## 日本放送映画
テレビアニメ黎明期、国映は自社出資して日本放送映画という関連会社を1965年に設立、傘下に置いた。同年には日本放送映画内に日本テレビ専属のアニメ制作部門が発足し、1966年には日放映動画スタジオ（以下日放映）として独立、日放映が製作した『戦え!オスパー』は日本テレビ初のテレビアニメシリーズとなった。ちなみに日本放送映画の登記上の代表者は国映創業者と同じ矢元照雄であったが、矢元はアニメ事業に関しては余り口を出さず、実際のアニメ制作は岡本光輝（日放映製作の帯アニメ『とびだせ!バッチリ』では原作も兼任）が指揮を執っていたという。
日放映には東京ムービーから移籍した新倉雅美や岡本光輝を中心とするメンバーのほか、旧虫プロダクションのスタッフ（池野文雄・岡迫亘弘・正延宏三・村野守美）と東映動画のアニメーターが多数在籍、後にガンダムシリーズなどを生みだした富野喜幸（現・富野由悠季）も籍を置いていた。また『戦え!オスパー』には後に漫画家として活動するジョージ秋山やとりいかずよしも作画として在籍していた。
日本放送映画は3本のテレビアニメシリーズを制作して1968年に活動停止、廃業した。後に日放映動画スタジオの代表取締役であった新倉雅美が出資元でもあった国映の傘下を離れて独立し、日放映メンバーの一部が再集結して東京テレビ動画（国映と資本関係はない）を立ち上げるも劇場用作品『ヤスジのポルノラマ やっちまえ!!』で映画事業に失敗して再び解散。その後、後身会社の日本テレビ動画（やはり国映と資本関係はない）も『ドラえもん』放送中に新倉の失踪が原因で解散している。また日本放送映画・東京テレビ動画・日本テレビ動画の3社は著作権の帰属元が未だにはっきりしていない。

### テレビアニメ
日本テレビ系で放送。下記のアニメ作品は現在までソフト化されておらず、視聴不可能に近い状況である。
- 戦え!オスパー（1965年 - 1967年放送）
- とびだせ!バッチリ（1966年 - 1967年放送、帯番組）
- 冒険少年シャダー（1967年 - 1968年放送、帯番組）

### 未放映作品
- フータくん（1966年頃、パイロットフィルムのみ） - 未放映作品としているが、穴埋め番組として広島テレビ放送が1972年12月11日の16:30 - 16:45で放送した。
- 新宿千夜一夜（1967年頃、パイロットフィルムのみ）※劇場作品
- 天才バカボン（1968年頃、パイロットフィルムのみ）

## 備考
- 戦後「国映」または「國映館」という名前の映画館が沖縄県各地にあった。那覇市が一番有名であるが、沖縄市、石川市、嘉手納町などにもあった。國場組参照のこと。
- 新東宝映画はピンク映画を直接製作しているほか、国映作品の配給も行っていた。現在でも国映作品が新東宝映画で配給されるのは、このチェーン網の名残である。